# 松原汐織
松原 汐織（まつばら しおり、1990年6月28日 - ）は、日本の女性ファッションモデル。埼玉県出身。フロント所属。

## 略歴
2006年10月、レプロエンタテインメントが主催した「レプロガールズオーディション2006」でグランプリを受賞。2007年から2008年までファッション雑誌『BOAO』の専属モデルとして活動した。
青山学院中等部・高等部を経て、2014年3月に青山学院大学経済学部を卒業。
2020年1月からフロントに所属する。

## 人物
4歳下の弟がいる。
趣味は読書で年間100冊以上の本を読む。
2018年11月28日に同い年の男性と結婚し、2023年2月12日に第1子女児を出産した。

## 出演

### テレビ番組
- セレクトガール（2006年12月2日、テレビ朝日）
- タビノイロ。～旅美人への手紙～ 全4回（2013年4月23日・30日・5月7日・14日、フジテレビ）
- ふたり道（2013年5月30日、BS日テレ）
- きょうは会社休みます。 第2話・第3話（日テレ）
- Eテレジャッジ（2015年8月、NHK Eテレ）
- 孤独のグルメ Season5 第3話 （2015年10月17日、テレビ東京）  - カップル客・女 役
- みえちゃったテレビ（2015年10月7日、フジテレビ）
- 旅してHappy オーストラリア編 全5回（2016年5月5日・12日・19日・6月2日、BS日テレ）
- ホンマでっか!?TV（2016年・2017年、フジテレビ）
- スカイ△はいく（2017年、テレビ東京） - レギュラー

### CM
- フォーライフミュージックエンタテイメント 長渕剛アルバム発売（2008年） - CM初出演
- パナソニック 企業CM「ココロつなぐ物語」第3話 姉妹のファッションショー（2008年12月23日、日本テレビ HAPPY Xmas SHOW） - 梅澤レナと共演
- ユニバーサルスタジオジャパン  「スパイダーマン アトラクション」（2012年）
- NTT docomo 「20周年記念CM」（2012年）
- ABC MART 「Reebok EASYTONE'」（2012年）
- コブクロ「ALL SINGLES BEST 2」（2012年）
- ラウンドワン「レッツ・グルーヴ篇」（2013年）
- 日清食品 チキンラーメン
  - 「つけめんの歌篇」（2013年）
  - 「煮込み篇」（2013年）
  - 「かまたまの歌篇」（2014年）
  - 2016年
- ABC MART 「ウィンターサポートコレクション」（2014年）
- マイクロソフト「Surface Pro 3 S」（2014年）
- 小林製薬 ブレスケア（2015年）
- 東京ガス（2015年）
- よみうりランド（2015年）
- 全薬工業  Arouge（2015年）
- ミツカン リンゴ酢 フルーツビネガーウォーター「癒しの森 篇」「作り方篇」（2016年）
- 花王 フレグランスニュービーズ（2016年・2017年）
- 杜の都信用金庫（2017年）
- ダイキン 新うるさら7（2017年）

### ショートムービー
- Lil'B「キミに歌ったラブソング」

### PV
- KREVA『アグレッシ部』（2007年）
- CHEMISTRY『最期の川』（2007年） - 大杉漣と共演
- CODE-V『君がくれたもの』（2012年）
- Elomaticmill『SATELLITE』（2014年）

### 雑誌
- BOAO（2007年3月号 - 2008年12月号、マガジンハウス） 専属モデル
- an・an（マガジンハウス）
- GET ON（学研）
- 週刊プレイボーイ（集英社）
- 週刊文春（文藝春秋）
- GLAMOROUS（講談社）
- 東京ウォーカー（KADOKAWA）
- Hotel Wedding（ウィンドアンドサン）

### ショー
- 東コレ・JUNYA TASHIRO
- 東コレ・FUR
- Laforet Floor Collection
- HAIR COLORING SPLASH 2007
- PHOT IMAGING EXPO 07
- TOKYO SWEETS COLLECTION 2011
- 第6回ウエコレ ブライダルフェア
- 第7回ウエコレ ブライダルフェア
- 第8回ウエコレ ブライダルフェア
- 第9回ウエコレ ブライダルフェア
- 第10回ウエコレ ブライダルフェア
- GINZA RUNWAY
- SPLASH INTERNATIONAL SHOW 2012
- GRACE WEDDING SHOW
- UNDER ARMOUR記者発表会
- VANTAN CUTTING EDGE 2012
- FUTAKO STYLE COLLECTION
- IZA PINK CHRISTMAS 2012
- TOKYO SWEETS COLLECTION 2013
- axes femme 2013 Spring/Summer collection
- MIRROR MIRROR ウェディングショー
- プリオコーポレーション着物ショー